# New Zealand Exchange
Die New Zealand Exchange (NZX), auch unter New Zealand Stock Exchange bekannt, ist die einzige Börse in Neuseeland, mit Sitz in Wellington, der Hauptstadt des Landes.
Obwohl die Börse in ihrer jetzigen Form und privatwirtschaftlich betrieben erst seit dem 31. Dezember 2002 existiert, geht ihre Geschichte bis in die Gründerjahre und der Zeit des Goldrausches in Otago (1861–1863) zurück.

## Geschichte

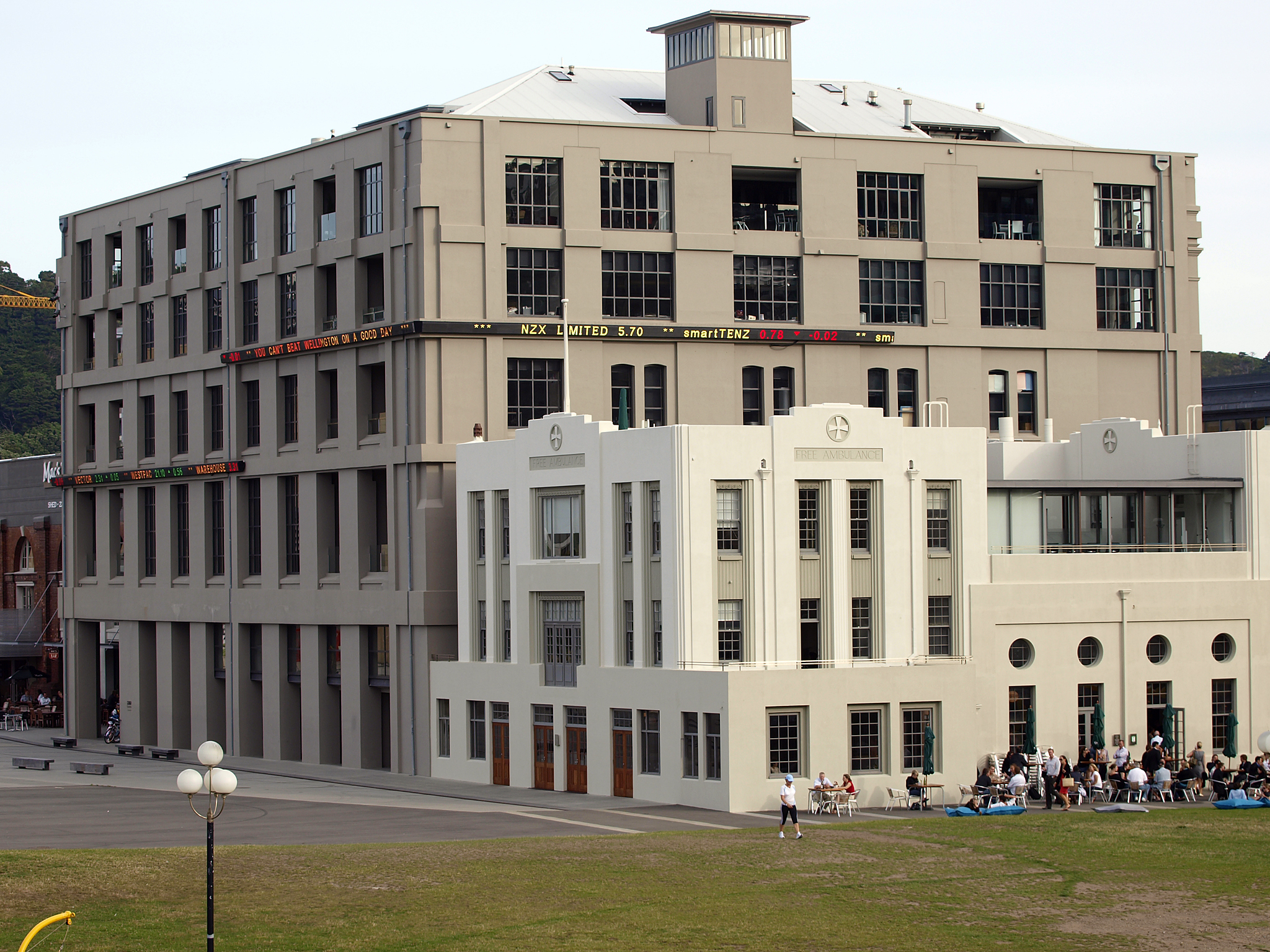
New Zealand Exchange in Wellington

Durch die zahlreichen Goldfunde auf der Coromandel Peninsula, an der West Coast und vor allem in Otago entwickelte sich in Neuseeland ein stark wachsender Kapitalmarkt für Investitionen und Spekulationen. Zentrum und Metropole für diesen Markt war 1868 die Stadt Thames, die Investitionsgeschäfte für die 320 auf der Coromandel Peninsula tätigen und auf Quarz- und Goldbergbau spezialisierten Bergbaugesellschaften managte. Die erste Börse Neuseelands entstand hier, in dem zu Spitzenzeiten 18.000 Einwohner zählenden Ort, der kurzzeitig bedeutender war als unter anderem Auckland.
Nachdem 1871 durch den Sharebrokers Act (Gesetz) der Kapitalmarkt eine bessere Regulierung bekommen hatte, wurde 1872 der Auckland Exchange gegründet, womit die Geldgeschäfte der Nordinsel wieder hauptsächlich in Auckland getätigt wurden.
In den folgenden Jahren entstanden weitere Börsen im Lande, von denen die in Wellington, Christchurch, Dunedin und Invercargill die bedeutendsten waren. Durch die Vielzahl entstandener Börsen – alleine Dunedin zählte um 1900 mit dem Dunedin Stock Exchange, dem Equitable und dem Otago schon drei Börsen – wuchs auch die Konkurrenz und infolgedessen der Druck zu Konzentration und Zusammenschlüssen.
1915 wurde die Stock Exchange Association of New Zealand gegründet, in der sich die vier oben genannten Börsen zusammenschlossen. Die Börse in Auckland gehörte nicht dazu.
Mit dem Sharebroker Act Amendment von 1981 wurde dann schließlich die gesetzlich Grundlage dafür geschaffen, alle regional entstandene Börsen des Landes unter dem Dach einer einzigen nationalen Börse zu vereinigen. Dieses geschah dann zwei Jahre später mit der Gründung des New Zealand Stock Exchange (1983).
Im Rahmen der Privatisierungskampagne der neuseeländischen Regierung in den 1990ern wurde letztlich auch dafür plädiert, die neuseeländische Börse zu privatisieren. Nachdem die parlamentarischen Hürden genommen waren und im Oktober 2002 auch die Mitglieder der New Zealand Stock Exchange eine Privatisierung favorisiert hatten, wurde die Börse im Mai 2003 schließlich von der New Zealand Exchange Limited übernommen.

## Heute

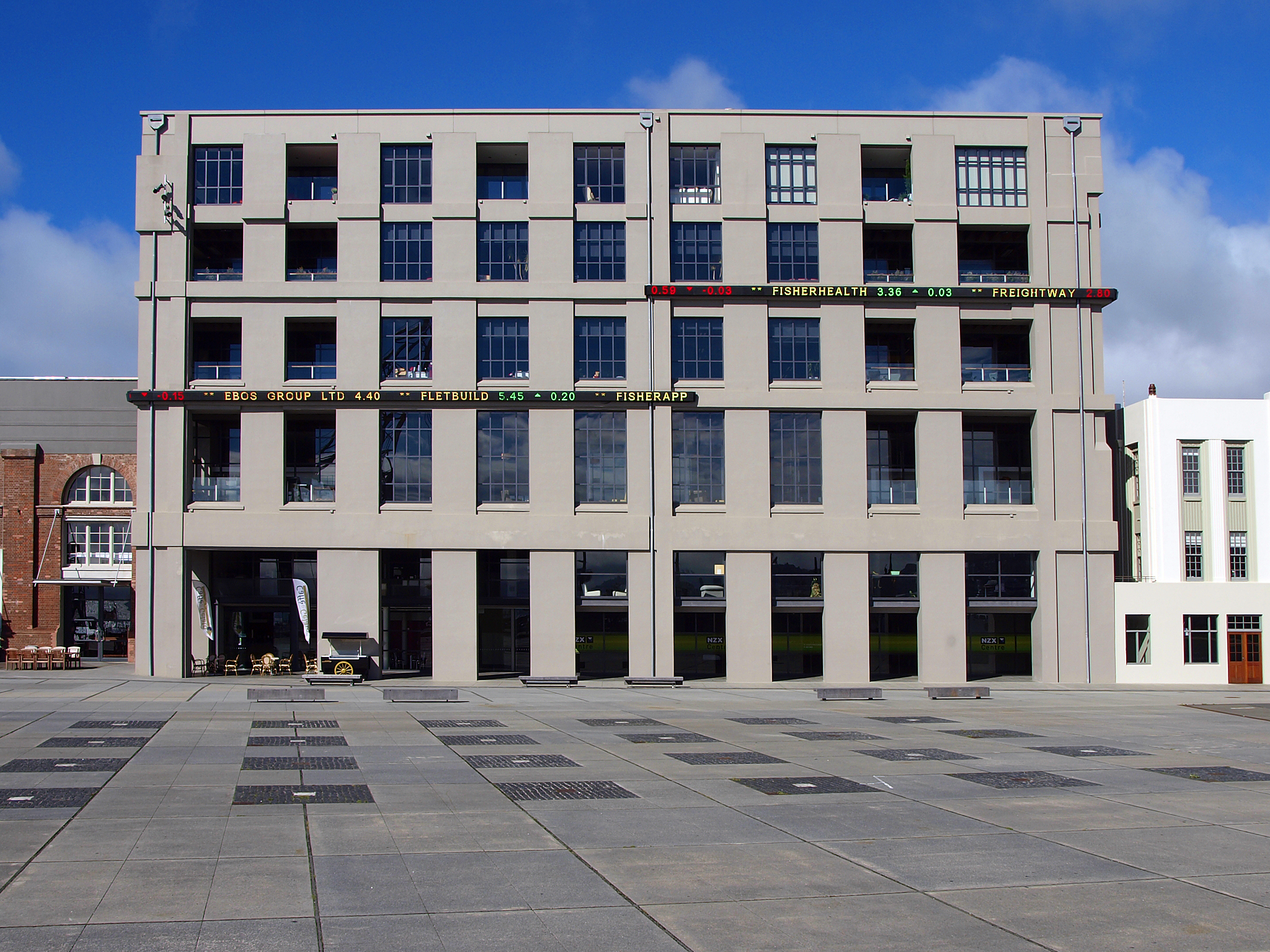
New Zealand Exchange in Wellington

Die neuseeländische Börse bietet vier verschiedene Marktplätze an:
- NZX Main Board (NZSX), der originäre neuseeländische Aktienmarkt[3] mit dem New Zealand Stock Market (NZX 50)
- NZX Alternative Market (NZAX), ein alternativer Marktplatz für kleine bis mittlere Unternehmen in einem schnell wechselnden Marktsegment[4]
- NZX Debt Market (NZDX), ein Markt für Schuldverschreibungen[5]
- NZX Derivatives, ein Markt für Derivate.[6]

## Indizes
Leitindex der Börse ist der NZX 50 Index.

## Mitgliedschaften
Die Börse ist Mitglied von:
- World Federation of Exchanges[7]
- Sustainable Stock Exchanges Initiative